# Emperor of the Fading Suns

Планетарный геймплей

Emperor of the Fading Suns (с англ. — «Император меркнущих светил») — компьютерная игра в жанре пошаговая стратегия c развитым планетарным компонентом.
Создана на основе одноимённой настольной ролевой игры компании Holistic Design.

## Сюжет
В начале пятого тысячелетия от Рождества Христова человечество наконец-то нашло способ путешествовать между звёздами сквозь «звёздные врата» и незамедлительно этим воспользовалось. На пути звёздной экспансии люди терраформировали планеты, нашли братьев по разуму и опасные биологические виды, способные к симбиозу с человеческим телом. Видимые серьёзные угрозы человечеству отсутствовали и, казалось, что распространению людей не будет границ, но…
Стали гаснуть солнца, цивилизация погрузилась в хаос, погибли многие миры, люди утратили технологии, восстановилась феодальная форма управления и набрала могущество Вселенская Церковь. На окраине сохранившейся Ойкумены симбионты терроризируют представителей человеческой расы, а древняя инопланетная цивилизация Вау (англ. Vau) получила шанс на развитие и преследует свои загадочные цели.
Падение попытался остановить великий дипломат и выдающийся полководец Владимир. Он подчинил или уничтожил феодальные кланы, объединил людей, отбросил симбионтов и основал Империю людей. Императором мог стать любой человек, избираемый всеми сословиями на нейтральной планете. Пять голосов принадлежит Церкви, пять — Торговой Лиге, и по пять голосов — каждому из пяти Великих Домов. В 4550 году Владимир короновался и стал императором Владимиром I, но был убит в день коронации.
С этого дня Империей правит Регентий и начинается игра.

## Игровой процесс
В игре существуют пять Домов, феодальных кланов, достаточно влиятельных чтобы формировать большую политику человеческой расы. Каждый из Домов имеет по пять Скипетров для участия в выборе Регента, Дома занимают министерские портфели при Регенте. Основная цель Домов — взойти на трон Императора. Один раз в 10 лет на нейтральной планете «Бизантиум-2» происходят выборы Регента.
Мир состоит из планет, соединённых вратами переходов. Планеты подобны Земле в Цивилизации Сида Мейера — тороидальная карта, но разбита на гексы (шестигранники). Каждый гекс представляет свой тип поверхности, от которого зависит скорость перемещения юнитов и тип добываемых ресурсов.
Экономика в игре задействует строительство войск, кораблей, городов, для производства нужны ресурсы; для дипломатии и содержания войск нужны деньги. Для расширения производства используются инженеры, который строят города, дороги для быстрого перемещения и могут разрушать города при необходимости.
Все технологии разделены на четыре ветви: биоинженерия, продвинутая физика, психологическая инженерия и прикладные исследования. Каждая лаборатория исследует свою технологию отдельно. Поэтому сразу после постройки или захвата новых лабораторий рекомендуется вручную начать там исследования.
Некоторые технологии (отмечены красным) запрещены храмом для исследования. В большинстве случаев храм запрещает различные «нечеловеческие» технологии (мутации, киборгов, и т. д.), с другой стороны эти технологии могут дать вам значительное преимущество перед вашими конкурентами.

## Оценки и отзывы
| Иноязычные издания | Иноязычные издания |
| Издание            | Оценка             |
| ------------------ | ------------------ |
| PC Gamer (US)      | 75 %               |

Журнал Personal Computer Magazine охарактеризовал игру как «предназначенную стать классикой» в своем обзоре 1997 года, но также отметил, что игра страдает от ошибок.